# Grünes Hirschbächel
Grünes Hirschbächel ist ein rechter Zufluss des Schwarzwassers im sächsischen Erzgebirge. Es entspringt im Waldgebiet Grüner Hirsch am westlichen Rabenberg und mündet nach etwa einem Kilometer zwischen der Haberlandmühle und dem alten Standort des Täumerhauses bei der Breitenbrunner Häusergruppe Albertsthal in das Schwarzwasser.
Als noch der Bergbau im Bergrevier Johanngeorgenstadt florierte, wurde das Wasser des Grünen Hirschbächels auch dazu genutzt, um es den Berggebäuden am Rabenberg über einen Graben zuzuleiten. Hier bauten u. a. die Gruben Grüner Hirsch, Philippi Jakobi und in neuerer Zeit Schacht 205 der Wismut.